# 天満紡績
天満紡績（てんまぼうせき）は、明治時代中期に大阪近郊に存在した紡績会社。

## 概要
1887年3月、第三十四国立銀行頭取の岡橋治助ら大阪の商工業者が中心となって設立され、資本金は60万円で本社工場を大阪府西成郡川崎村（現在の大阪市北区）に置いた。翌1888年、約7000錘の工場が完成して操業を開始し、続いて約27000錘規模の第2工場の建設も開始した。第2工場は1889年に完成し、資本金も120万円にまで増やした。これによって創業から2年余りで当時の日本国内屈指の紡績会社となった。
ところが、その矢先の1889年9月、天満紡績争議が発生し、その5年後の1894年1月にも大規模な争議が発生した。そのためか、増資と減資を繰り返すなど経営は不安定となり、役員を総交替させるなどの措置を取ったものの、状況は回復できず、1900年3月、同じ西成郡を拠点とする大阪合同紡績と合併した。